# 石膏ボード

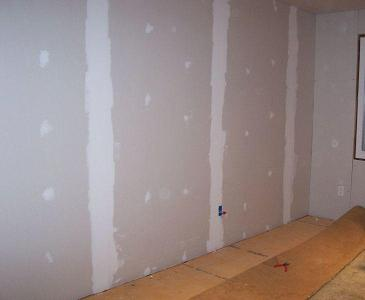
ジョイントコンパウンドと併用した施行例

石膏ボード（せっこうボード）またはプラスターボードとは、石膏を主成分とした素材を板状にして、特殊な板紙で包んだ建築材料である。安価であるが非常に丈夫であり、断熱・遮音性が高い。壁や天井を造る際には広く使われ、用途に合わせた種類がある。

## 概要
石膏は硫酸カルシウム2水和物のため多量の結晶水を含んでおり炎や熱に晒されると、この水が蒸気として空気中に放出されるのに伴って熱を吸収する。石膏ボードにはこの結晶水が約21%相当含まれており、耐火性に大きく寄与している。
化粧石膏ボードの化粧面（仕上げ面）は一見すると不規則な斑模様が見えるが、多くの柄は規則・方向性があり、裏表どちらから見ても方向がわかる様になっている。
建設現場では石膏ボードを施工することをその様から見て、「張る」と表現することが多い。
建築物の建て替えに伴い発生する廃石膏ボードは、廃棄物処理場の地下水に生息する硫酸塩還元細菌の代謝を受け、有毒な硫化水素を発生させる。これは環境問題ともなっており、リサイクルなど廃棄物化させない処理方法が研究されている。
石膏ボードの製造専用に用いる板紙を石膏ボード原紙と呼ぶ。一般の板紙よりも耐水性や濡れた状態での強度を高めて、石膏ボードの製造効率向上が図られている。
図面等ではGBもしくはPBと省略して表記する技術。

## 製品規格
厚さでは、9.5mm、12.5mm、15mm、21mm、25mmの製品がある。
壁用石膏ボードについては、マンションでは9.5mmの厚さの石膏ボードが多く使われ、事務所や病院では12.5mmの厚さのものが多く使われる。15mmの厚さのものも、使われる。
壁用石膏ボードでは、以下のサイズのものが多く使われる。
- 3×6 (910mm × 1820mm)
- 3×8 (910mm × 2420mm)
- 3×9 (910mm × 2730mm)
- 2×6 (606mm × 1820mm)

天井用石膏ボードは、壁用石膏ボードではないものを使用することが多くあり、9.5mm厚で、以下のサイズのものが多く使われる。
- 3×1.5 (910mm × 455mm)
- 3×3 (910mm × 910mm)

## 製品仕様

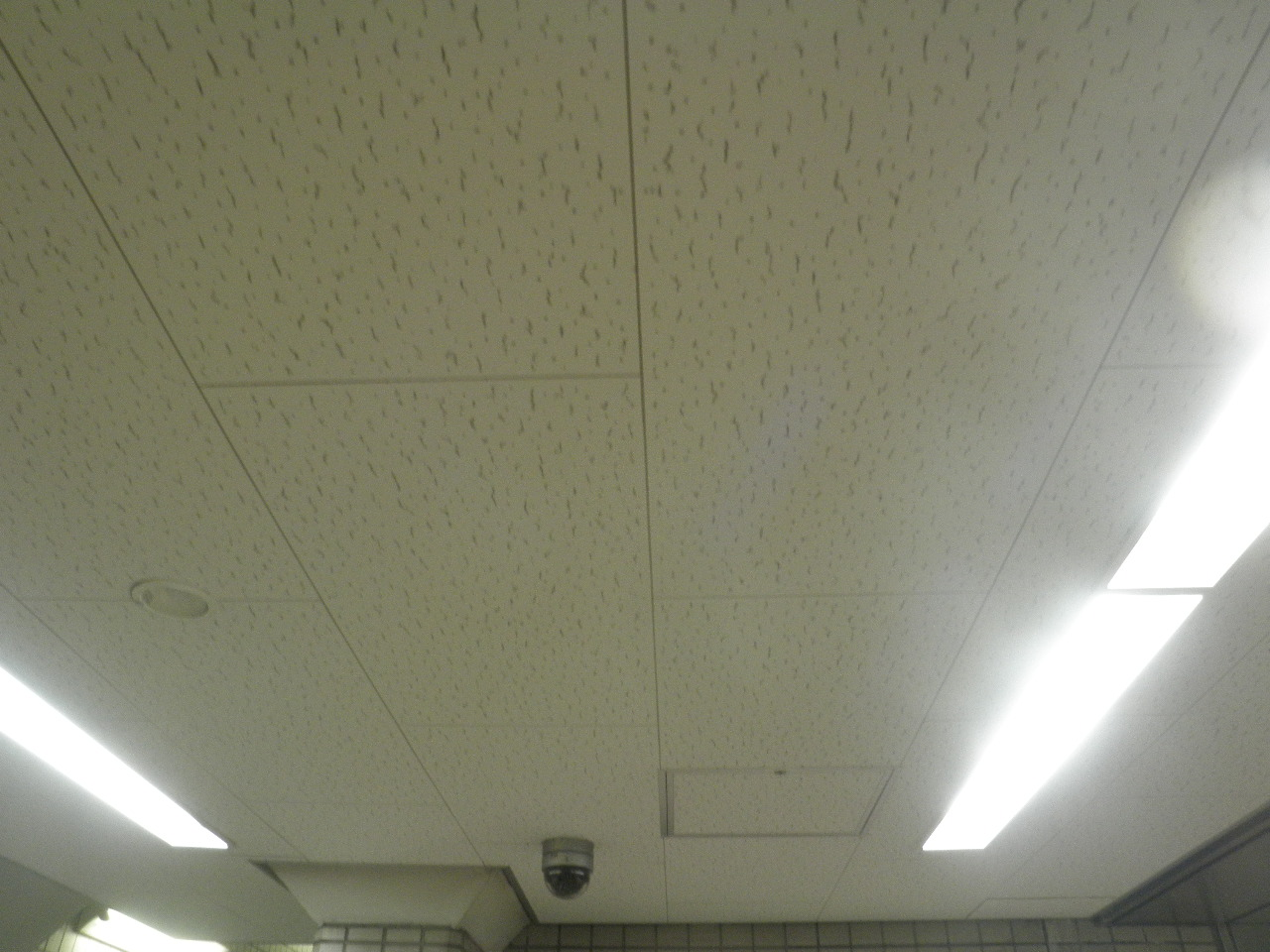
ジプトーン

石膏ボードにはキッチンや防音室などの用途に合わせた処理・加工をした種類がある。その種類には防火石膏ボード、防水石膏ボード、耐震石膏ボード、防湿石膏ボードなどがある。
ボード表面に化粧加工したものを化粧石膏ボードといい、押入れなどの収納部や天井部などに使用されている。
代表的なものとしては吉野石膏の「ジプトーン」などがある。「ジプトーン」は店舗や事務所などの天井に広く使われている白地に虫食い模様の入った天井ボードである。

## 日本のメーカー
価格が安く輸送コストが大きな製品の為、全国に工場を展開して高い輸送コストを抑えることができた大手が強く、日本の石膏ボード市場は現在、下記の2社に集約されている。中でも吉野石膏が圧倒的シェアを誇る。
- 吉野石膏
- チヨダウーテ

## アメリカ合衆国
アメリカでは石膏ボードは Drywall と呼ばれるが、他にも plasterboard、wallboard、gypsum panel、sheet rock、gypsum board などいろいろな呼び方があり、建材として住宅建設に大量に利用されてきた。2000年に入ると、中国から輸入した石膏ボード から発生した硫化水素ガスにより、壁の中の水道管や電気配線の腐食、住人の健康被害といったトラブルが問題化。2012年には、議会が石膏ボードの安全に関する法律を成立させ、問題がある製品のアメリカ輸入阻止を行った。